# Большевик (Гомельская область)
Большеви́к (бел. Бальшаві́к) — рабочий посёлок в Гомельском районе Гомельской области Республики Беларусь. Административный центр Большевистского сельсовета.
Численность населения — 2 795 человек (на 1 января 2025 года).

## География

### Гидрография
В направлении южнее посёлка протекает река Беличанка.

## Расположение
Посёлок находится в 20 км в направлении к северу от Гомеля, в 8 км от железнодорожной станции Костюковка (на линии Гомель—Жлобин), в 1,5 км от железнодорожной станции Лазурная, на автомобильной дороге М8 (E 95).
Территория посёлка состоит из трех чересполосных участков: основного площадью 198,3207 га, а также двух меньших: Лазурная площадью 15,7658 га, отделённого от основного посёлка полосой отвода железной дороги в районе железнодорожной станции Лазурная, а также участка площадью 2,1678 га к северу от деревни Рассветная. Фактически составляющие единый массив застройки с посёлком Большевик, ограниченный с запада Путевой улицей, с юга улицей Сосновой, с востока шоссе Гомель-Могилёв, а с севера полосой отвода железной дороги, согласно данным Публичной кадастровой карты, находится в административном подчинении посёлка Костюковка, который в свою очередь находится в подчинении администрации Железнодорожного района г. Гомеля.

## История
В 1950 году при объединении посёлков тружеников торфодобывающей промышленности (под номерами 1, 2, 3 и 4) образован рабочий посёлок Большевик.  До 1962 года в составе Уваровичского района.

## Население
Численность населения — 2 795 человек (на 1 января 2025 года). Численность населения — 2 793 человек (на 1 января 2024 года).
| Численность населения: |
| График не отображается по техническим причинам. Чтобы исправить это, воспроизведите график в новом формате, если это возможно. |

| Год            | 1970 | 1979  | 1989  | 2006  | 2009 | 2018  | 2019 | 2021  | 2023   | 2024   | 2025   |
| -------------- | ---- | ----- | ----- | ----- | ---- | ----- | ---- | ----- | ------ | ------ | ------ |
| Население чел. | 1782 | ▲1976 | ▲2589 | ▼2464 | 2518 | ▲2534 | 2570 | ▲2579 | ▲2 756 | ▲2 793 | ▲2 795 |

## Экономика
В посёлке работает торфозавод «Большевик», производящий специальное оборудование для торфодобывающей промышленности.

## Культура
- Исторический музей ГУО «Торфозаводская средняя школа» (2004)

## Достопримечательность

### Памятник, скульптура
- Памятник В. И. Ленину
- Памятник землякам, погибшим в Великой Отечественной войне